# سار بال‌قرمز
سار بال قرمز (نام علمی: Onychognathus morio) نام یک گونه از تیره سار است.

## نگارخانه

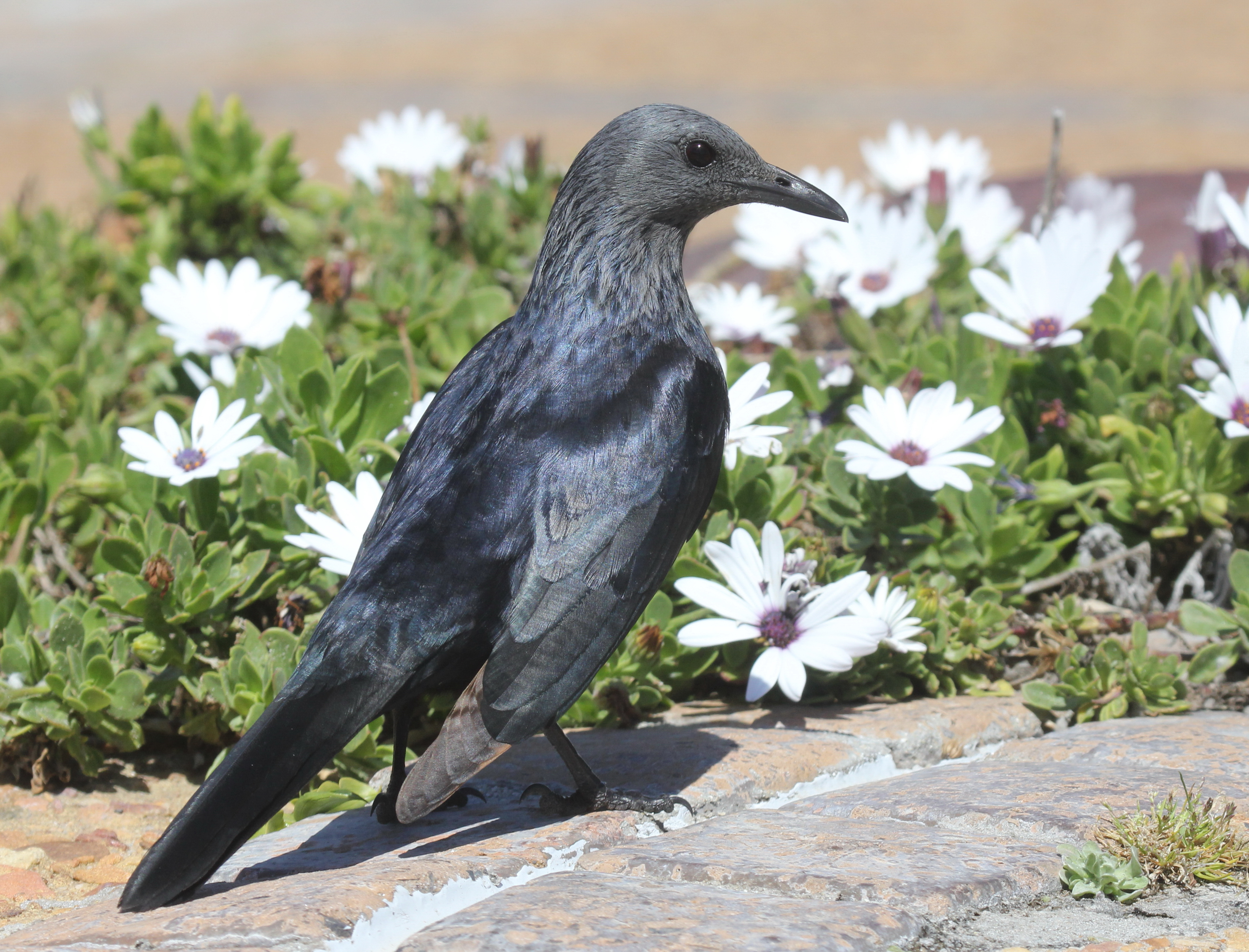
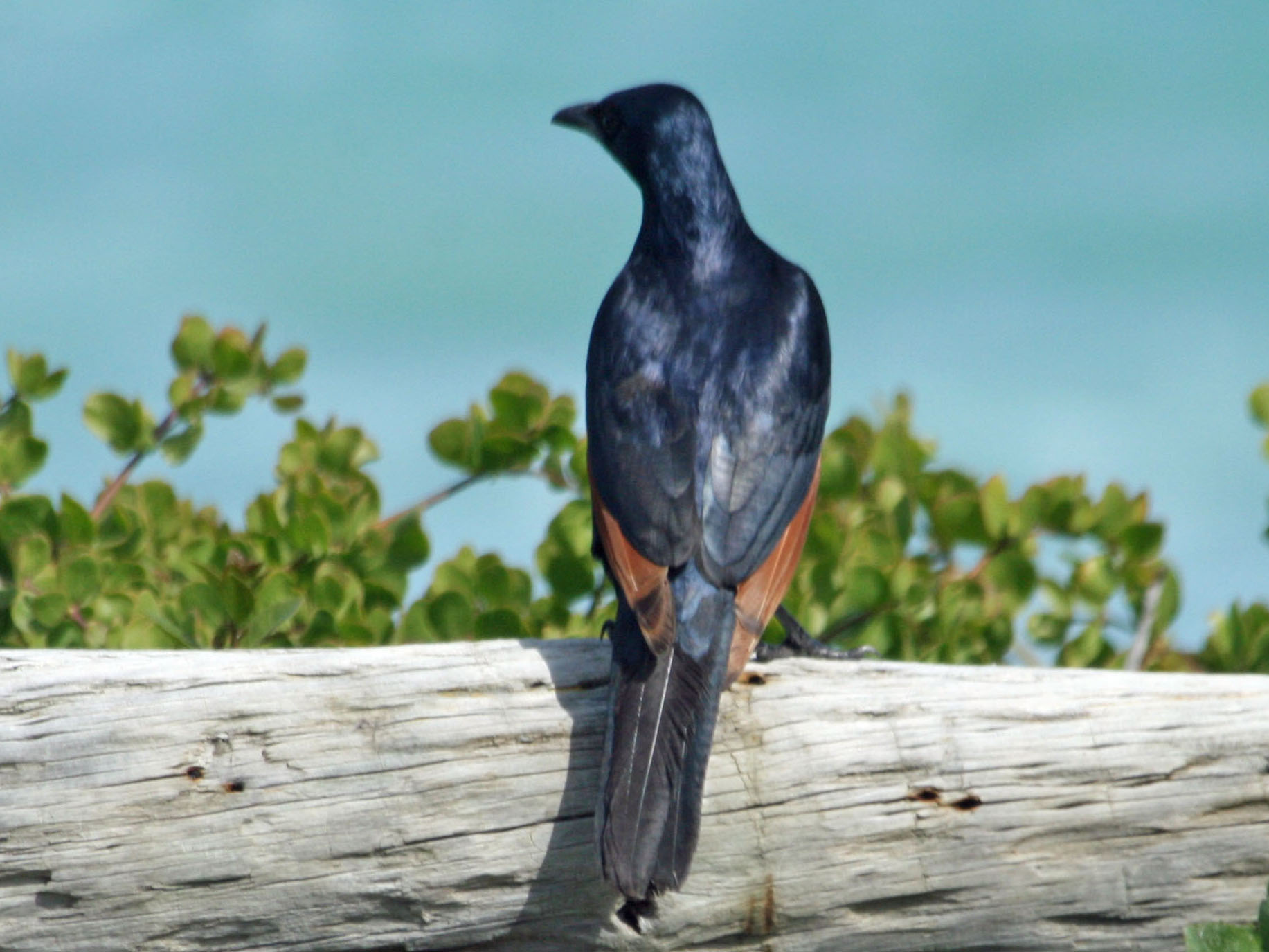
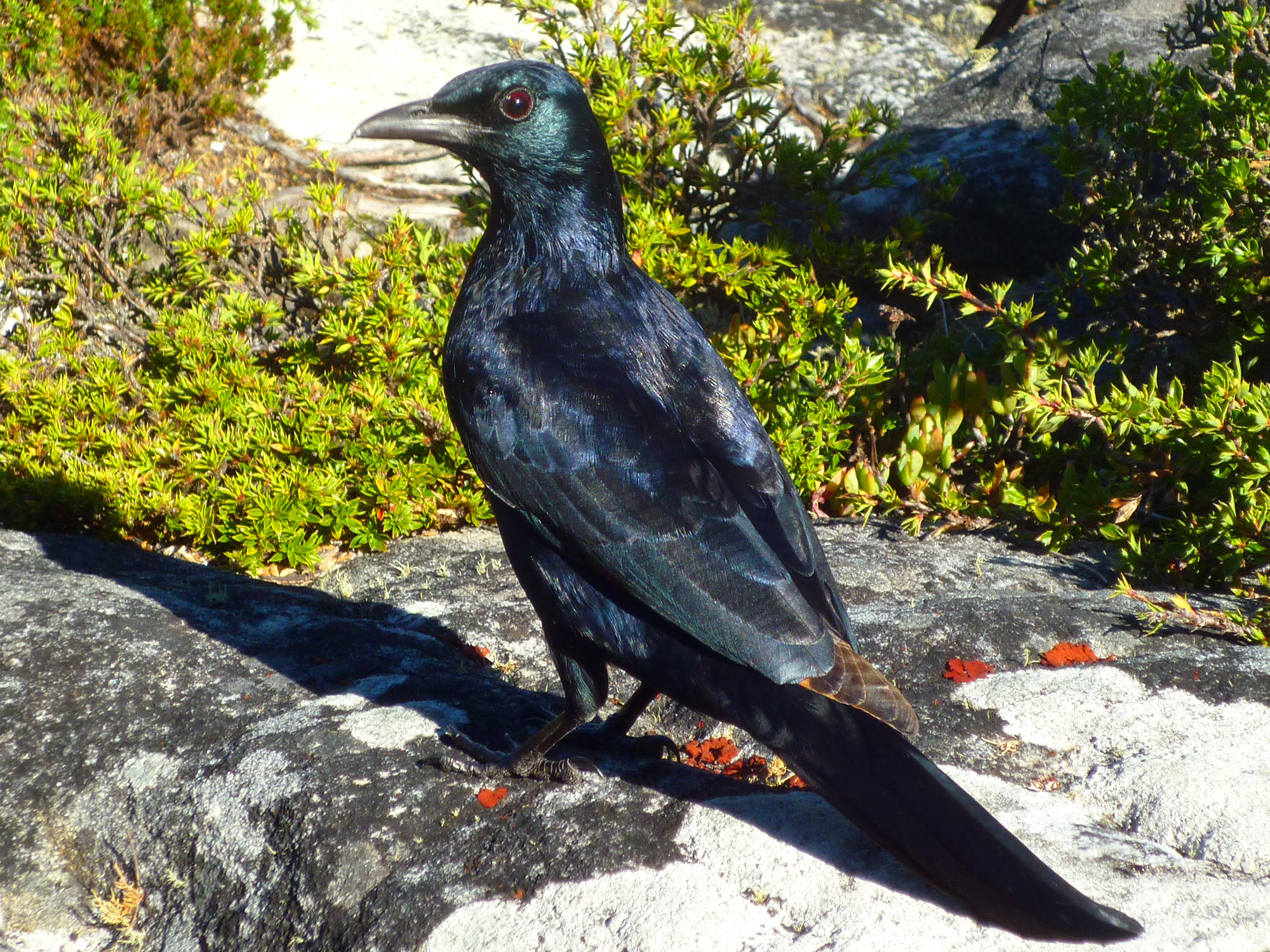
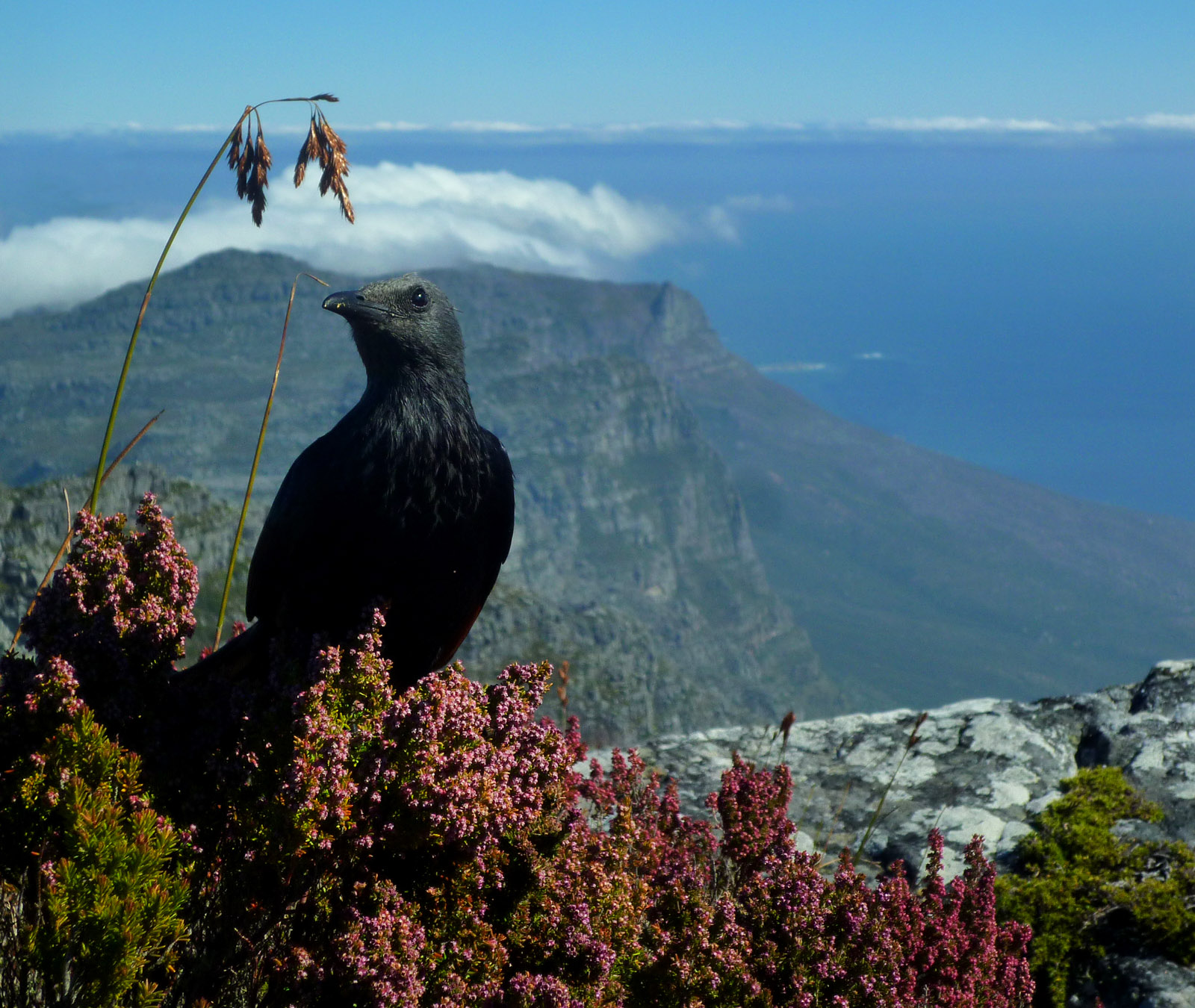